# John Fineux
Sir John Fineux (o Fyneux) (c. 1441 - 1526) fue un juez inglés y Presidente del Tribunal del Rey.

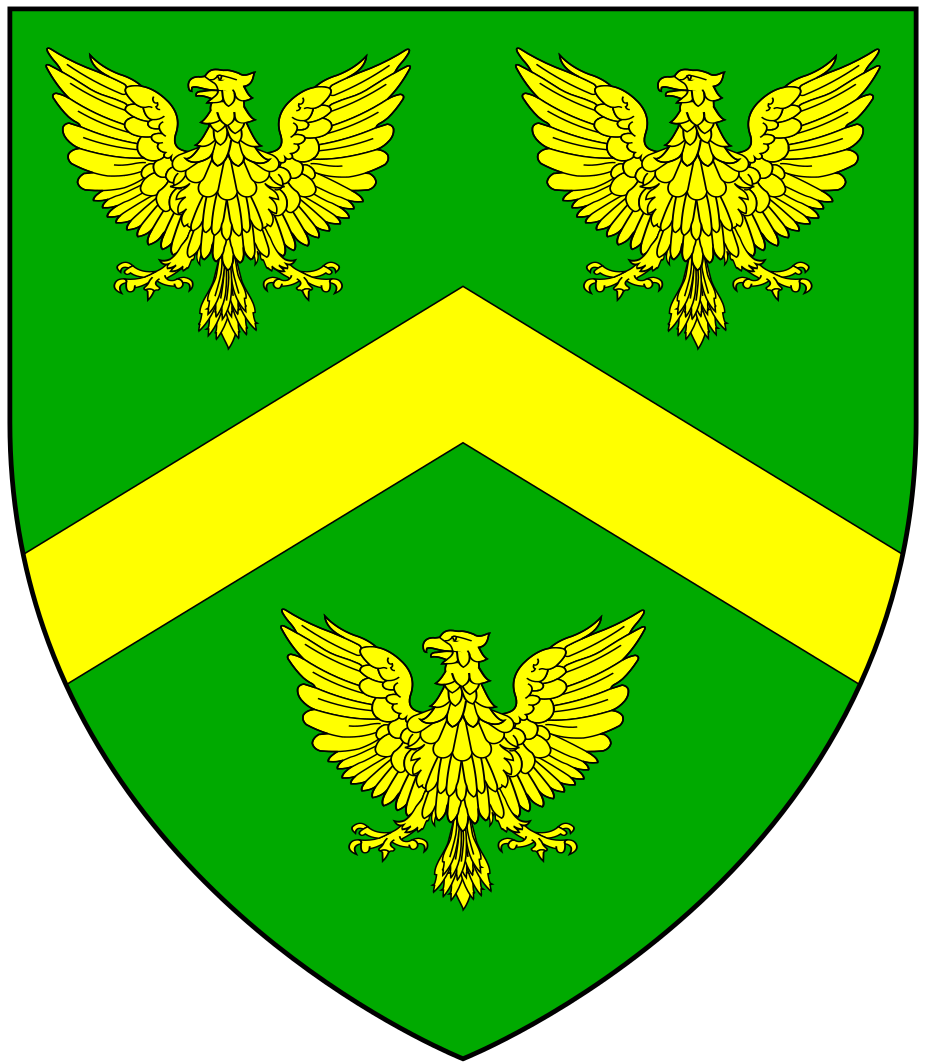
El blasón de los Fineux es: "En campo verde, un chevrón entre tres águilas desplegadas de oro."

## Primeros años y carrera
Fineux era hijo de William Fyneux de Swingfield, Kent, y su madre se llamaba Monyngs. La familia de Fyneux o Fineux (a veces también escrito Finiox o Fineaux) tenía una gran antigüedad en Kent. El juez, según Fuller, bajo la autoridad de uno de sus descendientes, cierto Thomas Fyneux, se dice que comenzó a estudiar derecho a los veintiocho años, practicó en el bar durante veintiocho años y estuvo en el banquillo durante el mismo período. Como murió no antes de 1526, si las afirmaciones de Fuller son correctas, debe haber nacido alrededor de 1441. Fue miembro del Gray's Inn y lector allí, aunque las fechas de su admisión, llamado y lectura son igualmente inciertas. En 1474 fue nombrado uno de los comisionados para administrar los terrenos pantanosos entre Tenterden y Lydd, y en 1476 senescal de los dominios del prior y capítulo de la Catedral de Cristo, Canterbury. Esta es probablemente el origen de la afirmación de David Lloyd de que 'era mayordomo de 129 dominios a la vez' (Cartas de la Iglesia de Cristo, Sociedad Camden, p. 95). El 20 de noviembre de 1485 fue llamado al grado de serjeant-at-law, siendo su lema para la ocasión "Quisque suae fortunae faber". Este es el primer caso registrado de un lema asumido por un serjeant en ocasión de su llamado. En 1486 fue juramentado en el consejo. El 18 de mayo de 1488 fue nombrado mayordomo del Castillo de Dover, el 10 de mayo de 1489 recibió una comisión de justicia de asize para Norfolk y el 14 de agosto siguiente fue nombrado serjeant del rey. Lloyd dice que se opuso al subsidio de un diezmo de rentas y bienes exigido para los gastos de la guerra en Bretaña. Esto debió ocurrir en 1488-9. 

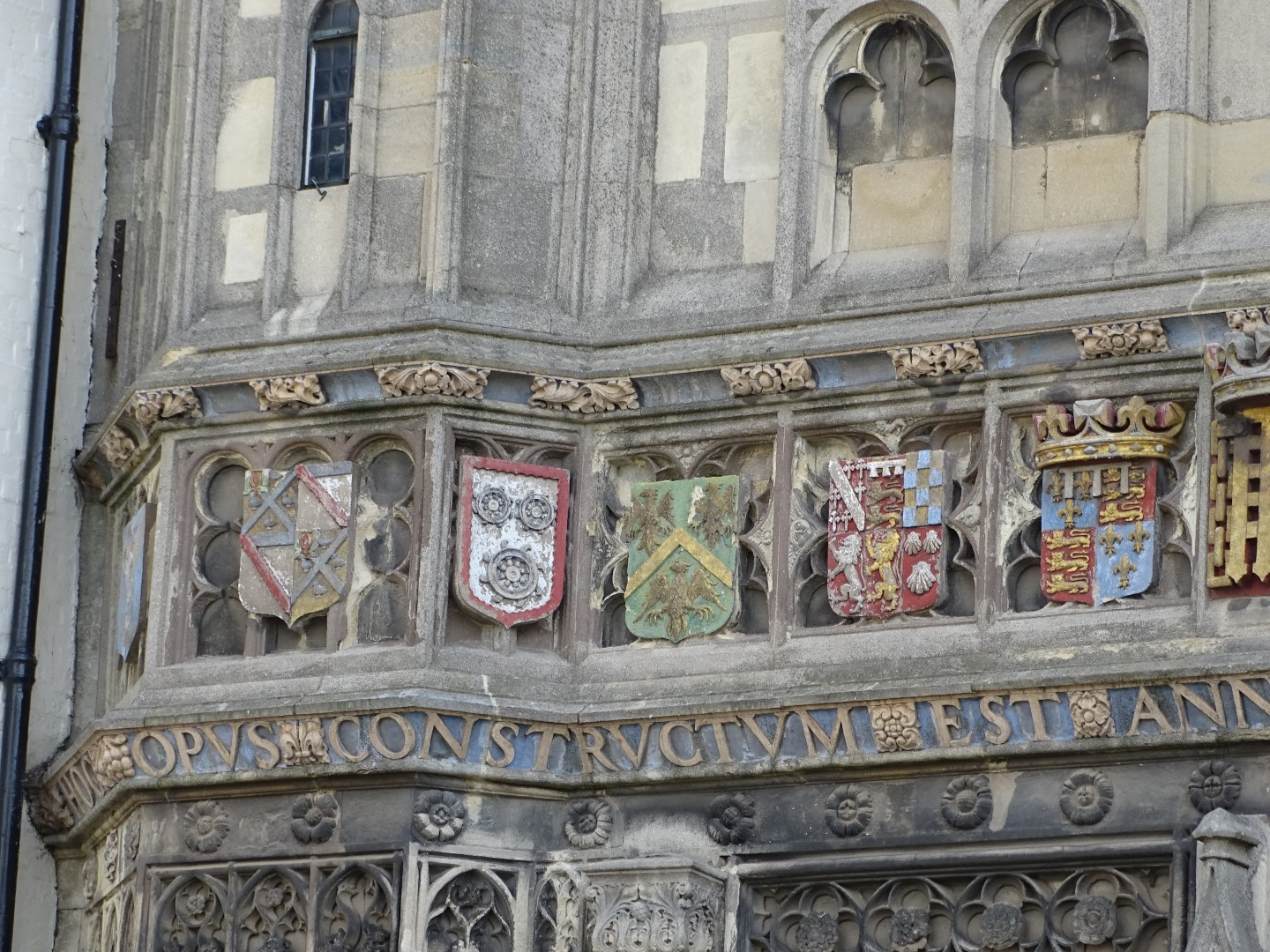
El escudo de armas de Sir John Fineux en la Puerta de la Iglesia de Cristo, Catedral de Canterbury, construida en 1517, es: "En campo verde, un chevrón entre tres águilas desplegadas de oro."

## Carrera judicial
El 11 de febrero de 1493-4 fue elevado al banquillo como juez asistente de los pleitos comunes, cuando el 24 de noviembre de 1495 fue transferido al cargo de presidente del Tribunal del Rey. Fue uno de los examinadores de peticiones en el parlamento de 1496, y ese mismo año se unió al Arzobispo de Canterbury, al Arzobispo de York y a ciertos otros pares como fideicomisario de ciertos dominios en Staffordshire, Berkshire, Wiltshire, Kent y Leicestershire para el uso del rey. Fue uno de los albaceas del testamento del Cardenal Morton, quien murió en 1500. En 1503 fue nuevamente examinador de peticiones en el parlamento, y fue enfeudado de ciertos otros dominios para los fines del testamento del rey. En el acta del parlamento que declara el enfeudamiento, es designado por primera vez como 'caballero'. En 1509 fue nombrado uno de los albaceas del testamento del rey. También fue examinador de peticiones en el parlamento de 1515.

## Beneficio del clero
En 1512 se aprobó una ley privando a todos los asesinos y criminales no ordenados del beneficio del clero. Esta ley, aunque su duración estaba limitada a un solo año, fue vehementemente denunciada por Richard Kidderminster, abad de Winchcombe, en un sermón predicado en Paul's Cross en 1505, como completamente contraria a la ley de Dios y las libertades de la iglesia. La defensa de la ley fue emprendida por Standish, guardián de los Frailes Menores. La cuestión general de la responsabilidad del clero ante los tribunales temporales fue así planteada y debatida acaloradamente, siendo la controversia exacerbada aún más por un asesinato cometido por dirección del Obispo de Londres sobre un tal Richard Hunne, quien se había vuelto odioso para el clero. Ante la fermentación de la opinión pública, los jueces y el consejo fueron convocados por orden del rey primero en Blackfriars y posteriormente en Castillo de Baynard, para una conferencia solemne sobre toda la cuestión. 
En esta última ocasión ocurrió un incidente muy dramático en el que Fineux desempeñó un papel principal. Hacia el final del debate, el Arzobispo de Canterbury citó la autoridad de 'diversos santos padres' contra las pretensiones de los tribunales temporales de juzgar a los delincuentes eclesiásticos; a lo que Fineux respondió que 'la acusación de clérigos había sido mantenida por diversos santos reyes, y varios buenos y santos padres de la iglesia habían sido obedientes y conformes con la práctica de la ley en este punto; lo que no se podría presumir que hubieran sido si hubieran creído o supuesto que era totalmente contrario a la ley de Dios; por otro lado, no tenían autoridad según su ley para acusar a nadie de felonía'. 
Ante la interposición del arzobispo de que tenían autoridad suficiente, pero sin decir cuándo ni de dónde la obtenían, Fineux continuó que 'en el caso de que un clérigo fuera arrestado por el poder secular y luego entregado al tribunal espiritual a instancia del clero, el tribunal espiritual no tenía jurisdicción para decidir el caso, sino que solo tenía el poder de tratarlo de acuerdo con la intención y propósito por los que había sido remitido a ellos'. Ante esto, el arzobispo sin responder, el rey dijo: 'Por la ordenanza y tolerancia de Dios... tenemos la intención de mantener el derecho de nuestra corona y de nuestra jurisdicción temporal, tanto en este punto como en todos los demás puntos, de manera tan amplia como lo han hecho cualquiera de nuestros predecesores antes de nuestro tiempo; y en cuanto a sus decretos, estamos bien asegurados de que ustedes, de la espiritualidad, actúan expresamente en contra de su tenor, como se les ha demostrado bien por algunos de nuestro consejo espiritual, por lo tanto, no cumpliremos con sus deseos más de lo que nuestros predecesores en tiempos pasados han hecho.' Poco después de esta declaración enfática, la asamblea fue disuelta. La declaración de Fineux sobre la ley en esta ocasión fue referida por el Lord Canciller Ellesmere en el caso de los Post nati en 1608 como un precedente a favor de la autoridad de las opiniones extrajudiciales de los jueces que comenzaban a ser seriamente impugnadas.

## Carrera posterior y fallecimiento
En 1522, Fineux fue elegido miembro de la fraternidad de los Eremitas Agustinos de Canterbury. Hay evidencia de que estaba vivo el 5 de febrero de 1526-7; pero probablemente murió o se jubiló en ese año.

## Matrimonios y descendencia
Fineux se casó dos veces:
- Primero con Elizabeth Apulderfield, hija de William Apulderfield, con quien tuvo dos hijas, incluyendo:[3]
  - Jane Fineux, la hija mayor, quien se casó con John Roper, Protonotario del Tribunal del Rey, y fue madre de William Roper, yerno y biógrafo de Sir Thomás Moro, y de Christopher Roper, padre de John Roper, I barón de Teynham.
- Segundo con Elizabeth Paston, hija de Sir John Paston y nieta de William Paston, juez del Pleito Común en el reinado de Enrique VI. Con su segunda esposa tuvo un hijo:[3]
  - William Fineux (f. 1557), cuya nieta, Elizabeth, se casó con Sir John Smythe de Ostenhanger o Westenhanger, Kent, padre de Sir Thomas Smythe, quien fue creado Vizconde Strangford en la nobleza de Irlanda en 1628. Un descendiente posterior fue creado Barón Penshurst en la nobleza del Reino Unido en 1825. El título se extinguió con la muerte del octavo Vizconde en 1869.[3]